# Varberg

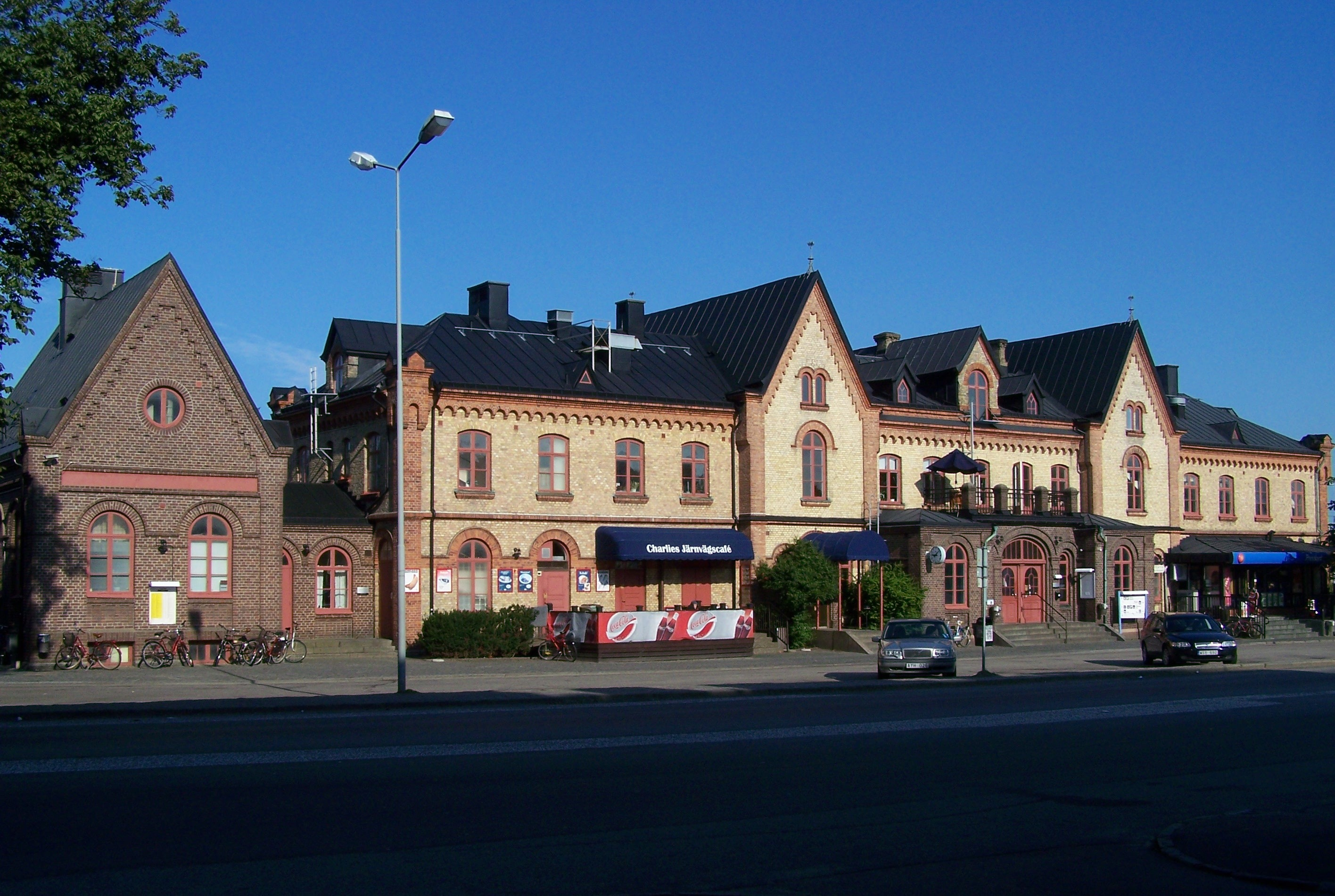
Stacja kolejowa w Varbergu

Varberg – miejscowość (tätort) w Szwecji, w regionie administracyjnym (län) Halland, siedziba gminy Varberg.
Według danych Szwedzkiego Urzędu Statystycznego liczba ludności wyniosła: 34 248 (31 grudnia 2015), 35 323 (31 grudnia 2018) i 35 782 (31 grudnia 2019).
W mieście rozwinął się przemysł maszynowy, metalowy oraz chemiczny.